# Tavastehus brand
Tavastehus brand var en stor stadsbrand år 1831 som förstörde största delen av Tavastehus stad i Storfurstendömet Finland. Branden började på eftermiddagen den 14 september 1831 och varade i 12 timmar. Efter branden hade 105 av stadens 165 bebyggda tomter förstörts. En tredjedel av stadens byggnader brann ner.
Branden började i det nordvästra hörnet av Tavastehus salutorg, från handelsmannen Juselius stall. Handelsmannens dräng Mikko hade gått och lagt sig berusad på stallets loft och där tänt sin pipa. Han somnade under rökningen, vilket gjorde att elden spred sig från pipan till höet på loftet. Branden spred sig sedan till foderladan som var ansluten till stallet, och som var full av foder och halm. Från foderladan spred sig branden vidare till stadens andra tomter. Drängen Mikko, som somnat på stalloftet, omkom i branden. Brandbekämparna hade endast fyra små brandsprutor och lika många brandsegel till sitt förfogande, vilket inte var tillräckligt för att stoppa branden. När branden spred sig skyndade sig de flesta av brandmännen hem för att rädda sin egendom, då de insåg att släckningsarbetet var hopplöst. Förutom stadsborna deltog även soldater från Petrovskis infanteriregemente och en grupp kosacker i släckningsarbetet.
Branden förstörde bland annat den gamla länsstyrelsens hus och trivialskolan, samt skadade Tavastehus kyrka. Efter branden hade 1 107 av stadens 2 300 invånare förlorat sina hem. Av de förstörda byggnaderna var endast 9 försäkrade. Efter branden inrättades en nödhjälpskommitté för att ta emot och fördela bistånd. Från Åbo skickades mjöl till Tavastehus och i alla kyrkor i Finland samlades kollekt in för brandens offer. Kejsaren Nikolaj I beviljade stadens invånare tio års skattebefrielse, och även i Ryssland anordnades en insamling till stadens förmån, där kejsaren själv donerade 15 000 rubel.
Efter branden fick Tavastehus 1832 en ny stadsplan ritad av arkitekten Carl Ludvig Engel. Minnesmärket över branden 1831, som låg vid vägen Hallituskatu, försvann tydligen under vägarbeten.